# معبد تانزان
معبد تانزان (انگلیسی: Tanzan Shrine) یک معبد شینتویی در ساکورای، نارا در استان نارا در ژاپن است.